# Burmagröngöling
Burmagröngöling (Picus viridanus) är en fågel i familjen hackspettar inom ordningen hackspettartade fåglar.

## Utseende och läte
Burmagröngöling är en medelstor grön hackspett med prydligt fjällig teckning på undersidan. Könen skiljer sig åt framför allt i hjässans färg, där hanens är röd och honans svart. Fågeln är mycket lik både indisk gröngöling och spetsgröngöling. Den har dock en unik kombination av otecknad gul strupe, ett fläckigt mustaschstreck och väl tecknad bröst. Bland lätena hörs hårda och ekande ”tchik, tchik”, ofta givna i serier, och explosiva skallrande ljud.

## Utbredning och systematik
Fågeln förekommer i låglänta områden från Myanmar och sydvästra Thailand till nordvästligaste delen av Malackahalvön. Den behandlas som monotypisk, det vill säga att den inte delas in i några underarter. Fågeln är närbesläktad med indisk gröngöling, spetsgröngöling och rödhuvad gröngöling.

## Levnadssätt
Burmagröngölingen förekommer till skillnad från indisk gröngöling i låglänta städsegröna lövskogar, kustnära buskmarker och mangroveträsk. Liksom andra asiatiska gröngölingar födosöker den ofta nära eller på marken. Födan består av myror. Häckningssäsongen sträcker sig från februari till mars. Boet är ett urhackat trädhål vari den lägger fyra ägg.

## Status och hot
Arten har ett stort utbredningsområde, men tros minska i antal, dock inte tillräckligt kraftigt för att den ska betraktas som hotad. Internationella naturvårdsunionen IUCN listar därför arten som livskraftig (LC).